# Mariakapel (Oetingen)

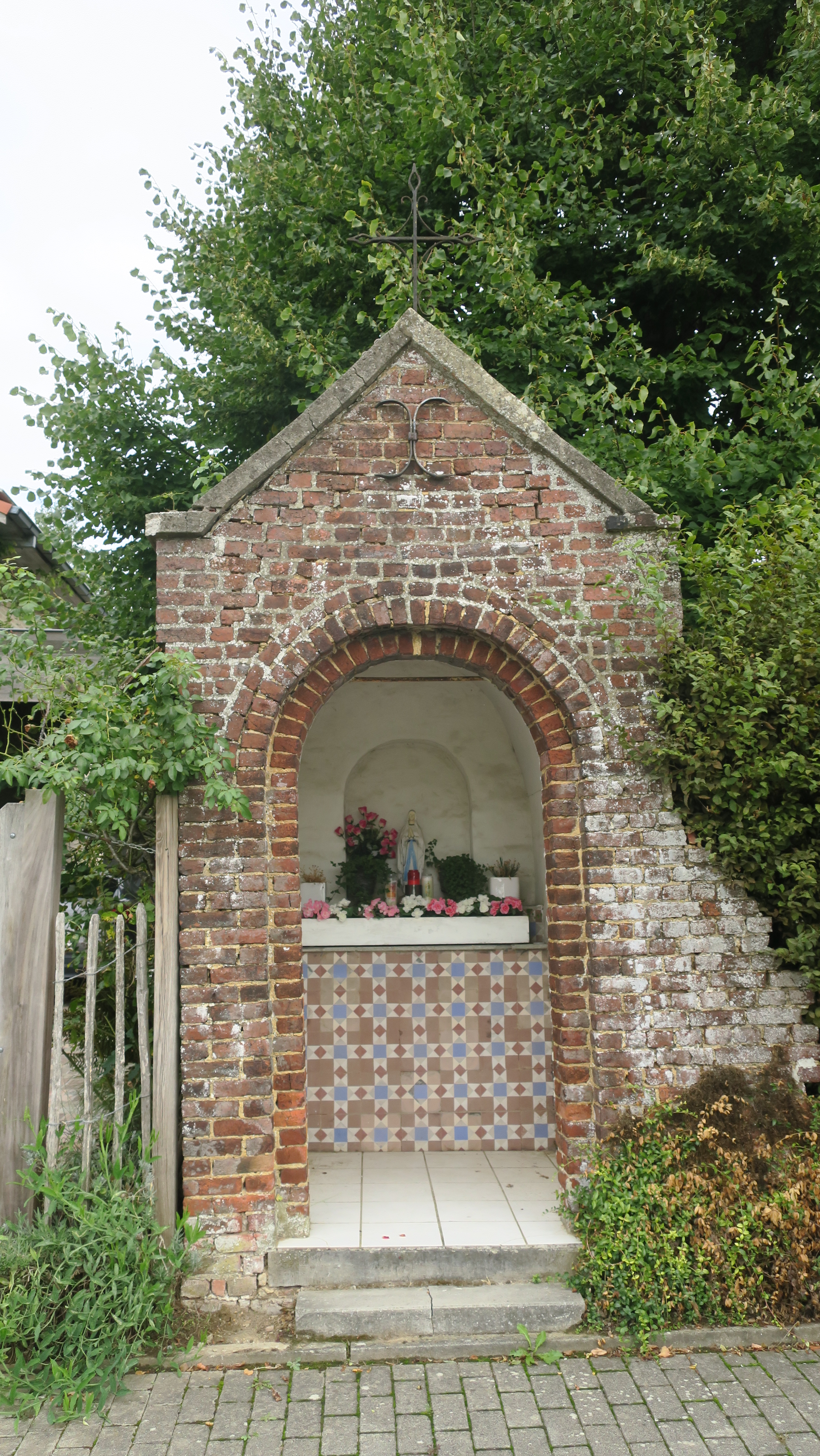

Deze Mariakapel is gelegen in de Frankrijkstraat nummer 27 in Oetingen, een deelgemeente van Pajottegem in de Belgische provincie Vlaams-Brabant. De kapel dateert uit het laatste kwart van de negentiende eeuw.

## Architectuur
De kapel is opgetrokken uit baksteen en bedekt met een zadeldak dat is bekroond met een smeedijzeren kruis. Het is een eerder sobere constructie waarbij veel aandacht uitging naar de uitvoering van het metselwerk in kruisverband. In de topgevel zit een x-vormig muuranker in smeedijzer. De toegang met rondboog heeft geen deur.
Oorspronkelijk stond er een heiligenbeeld in de nis in de achterwand maar dit beeld bevindt zich de dag van vandaag niet meer in situ. Nu prijken er een Mariabeeld en noveenkaarsen op altaar. Het altaarmuurtje is bekleed met kleurrijke tegels met een geometrisch patroon. De rest van de nis is witbepleisterd.
Vanaf de kapel is er een prachtig zicht op het glooiende landschap dat zich uitspreidt tegenover de kapel.
De gevelniskapel ligt op de route van de Heilige Drievuldigheidsprocessie, ook wel de paardenprocessie van Kester genoemd.